# 10 Hudson Yards
10 Hudson Yards, znany również jako South Tower – 52-kondygnacyjny wieżowiec biurowy mieszczący się w zachodniej części Manhattanu w Nowym Jorku. Budynek, położony jest w pobliżu Hell's Kitchen, Chelsea i stacji kolejowej New York Pennsylvania Station. Stanowi część projektu rewitalizacji urbanistycznej Hudson Yards, mającego na celu przebudowę West Side Yard Metropolitan Transportation Authority. Budynek mierzy 268 metrów wysokości i ma 52 kondygnacje. Głównym najemcą wieżowca jest przedsiębiorstwo Coach, Inc. Przed ukończeniem budowy wieżowiec był znany jako Tower C.

## Historia

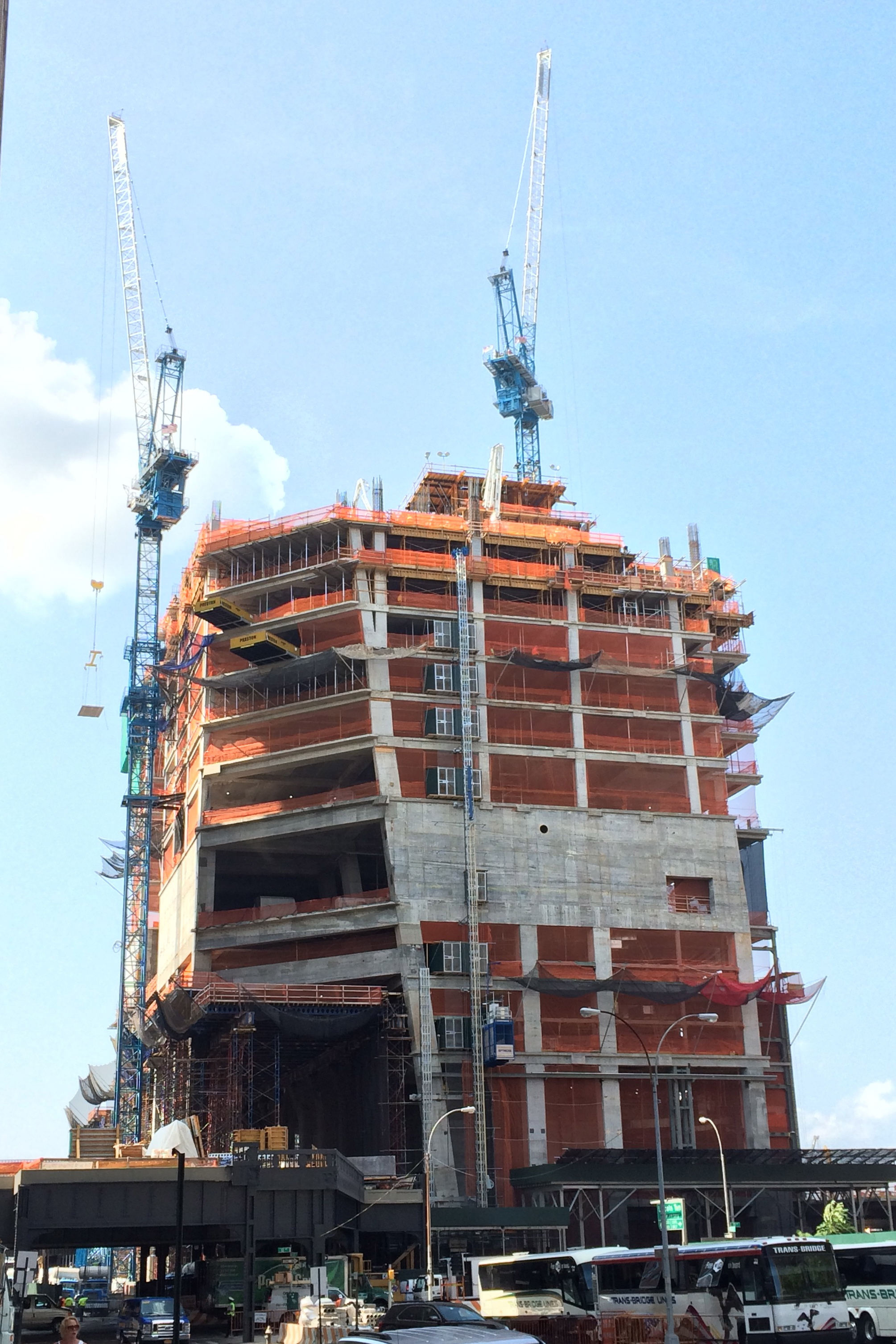
Plac budowy we wrześniu 2014 roku

Podczas tworzenia planów budynku oczekiwano, że budynek 10 Hudson Yards, będzie wybudowany na podstawie planu zagospodarowania przestrzennego autorstwa Kohn Pedersen Fox Associates, gdzie miał się składać się z 16 drapaczy chmur zawierających ponad 12,7 miliona stóp kwadratowych (1 180 000 m²) nowej powierzchni biurowej, mieszkalnej i handlowej. Wśród jego elementów miało się znaleźć 6 milionów stóp kwadratowych (560 000 m²) komercyjnej powierzchni biurowej, centrum handlowe o powierzchni 750 000 stóp kwadratowych (70 000 m²) z dwoma poziomami restauracji, kawiarni i barów. Oczekiwano, że budynek 10 Hudson Yards, pomoże przyciągnąć turystów do tej okolicy.

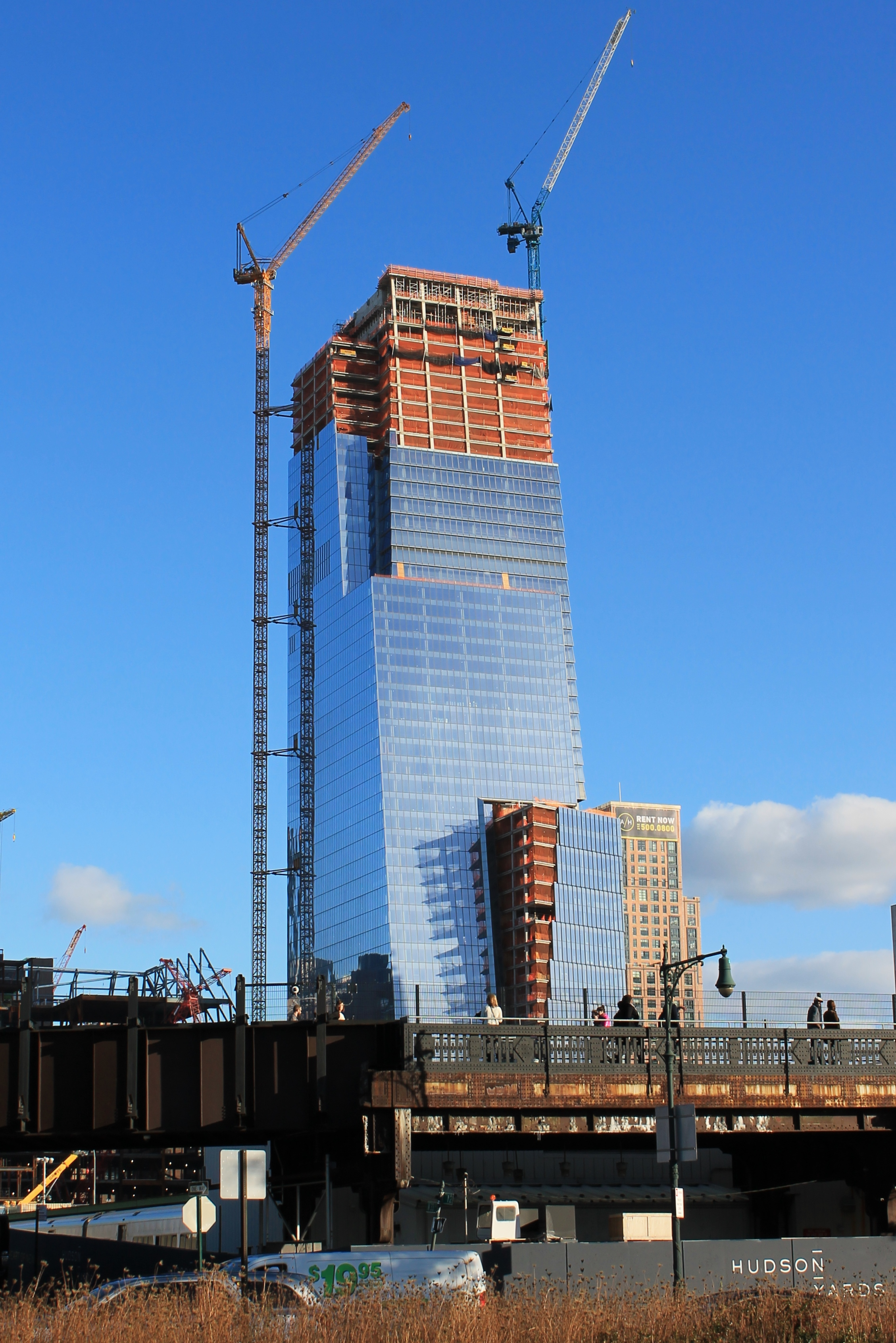
Budowa w październiku 2015 roku

Wmurowanie kamienia węgielnego pod budowę 10 Hudson Yards odbyło się 4 grudnia 2012 roku, a przewidywany termin zakończenia budowy był wyznaczony na 2016 rok. Prace fundamentowe trwały przez pierwszą połowę 2013 roku, a prace nad nadbudową wieżowca rozpoczęły się w sierpniu 2013 roku. Podczas prac wykopaliskowych usunięto 70 000 jardów sześciennych (54 000 m³) gleby i wylano 11 000 jardów sześciennych (8400 m³) betonu. Kontrakt na budowę wieżowca został przyznany spółce zależnej Tutor Perini w marcu 2013 roku. Budynek był pierwszym ukończonym wieżowcem w kompleksie Hudson Yards.
W marcu 2014 roku, 10 Hudson Yards wybudowano ponad 100 stóp (30 m) długości wieżowca. W lutym 2015 roku, 10 Hudson Yards mierzył 27 kondygnacji. Do kwietnia 2015 roku ukończono 32. z 52. wszystkich pięter wieżowca. Według stanu na listopad 2015 roku na wieżowcu zamontowano wiechę. Wieżowiec został otwarty i oddany do użytku 31 maja 2016 roku, kiedy to do budynku wprowadziło się pierwszych 300 pracowników przedsiębiorstwa Coach, Inc. Według stanu na listopad 2022 roku, wieżowiec 10 Hudson Yards był 49. najwyższym budynkiem w Stanach Zjednoczonych oraz 25. najwyższym budynkiem w Nowym Jorku. Firmą architektoniczną, która zaprojektowała budynek 10 Hudson Yards, była Kohn Pedersen Fox. Przedsiębiorstwo Thornton Tomasetti zajmowało się inżynierią konstrukcyjną, a przedsiębiorstwo Langan było głównym inżynierem budownictwa lądowego. W styczniu 2019 roku deweloperzy odsłonili rzeźbę o długości 30 stóp (9,1 m) autorstwa amerykańskiego artysty Jonathana Borofsky’ego, znajdującą się w zachodnim holu wieżowca.

### Najemcy

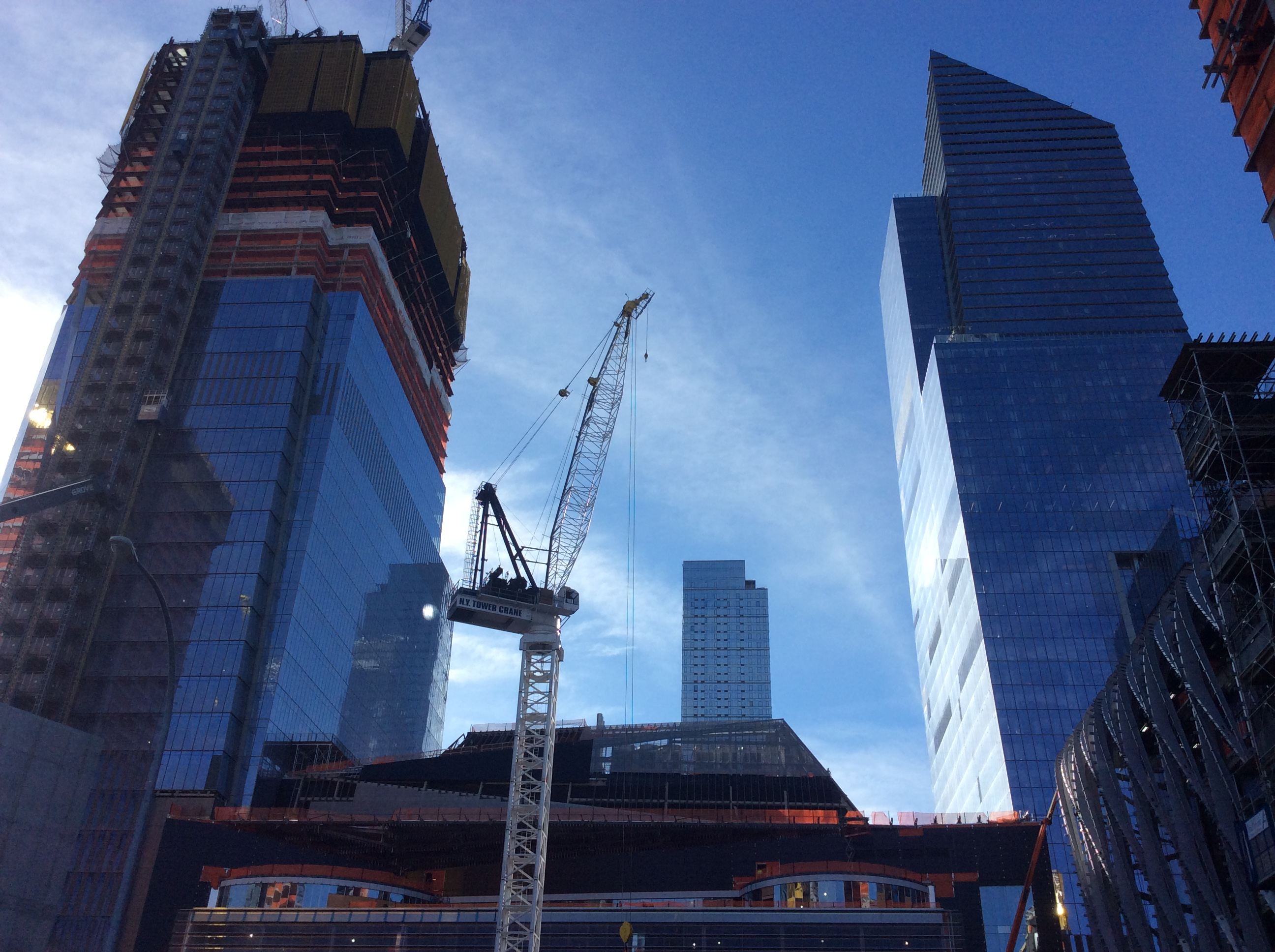
10 Hudson Yards wraz z innymi wieżowcami tworzącymi Hudson Yards

Pierwsze umowy z najemcami przestrzeni w budynku podpisano w kwietniu 2013 roku. W wieżowcu mieści się siedziba przedsiębiorstwa Tapestry, Inc., która zajmuje powierzchnię 737 774 stóp kwadratowych (68 541 m² ) na piętrach od 9 do 24 budynku. Przedsiębiorstwo Coach było pierwszym najemcą budynku, który wprowadził się do wieżowca 31 maja 2016 roku. We wrześniu 2017 roku firma Coach wynajęła 148 000 stóp kwadratowych (13 700 m²) powierzchni dla zaprzyjaźnionej firmy The Guardian Life Insurance Company of America.
Łącznie wieżowiec został zaprojektowany tak, aby pomieścić ponad 7 000 pracowników przedsiębiorstw. Dodatkowi najemcy budynku to L'Oreal USA, Boston Consulting Group, SAP i Intersection zajmujące powierzchnie 402 000 stóp kwadratowych (37 300 m²), 193 295 stóp kwadratowych (17 957 m²) i 115 000 stóp kwadratowych (10 700 m²) i odpowiednio 67 000 stóp kwadratowych (6200 m²), natomiast przedsiębiorstwo VaynerMedia zajmuje 25. piętro budynku.

### Własność
Wieżowiec 10 Hudson Yards był początkowo własnością głównych deweloperów projektu Hudson Yards, spółek powiązanych i Oxford Properties. Różne sekcje wieży zostały sprzedane najemcom jako mieszkania biurowe, a firma Coach kupiła ich powierzchnię za 750 milionów dolarów jeszcze przed rozpoczęciem budowy. W sierpniu 2016 roku Coach sprzedał swoje udziały w wieżowcu, firmie Allianz za 420 milionów dolarów. Transakcja dała firmie Allianz 44% udziałów i wyceniła budynek na 2,15 miliarda dolarów.

## Galeria

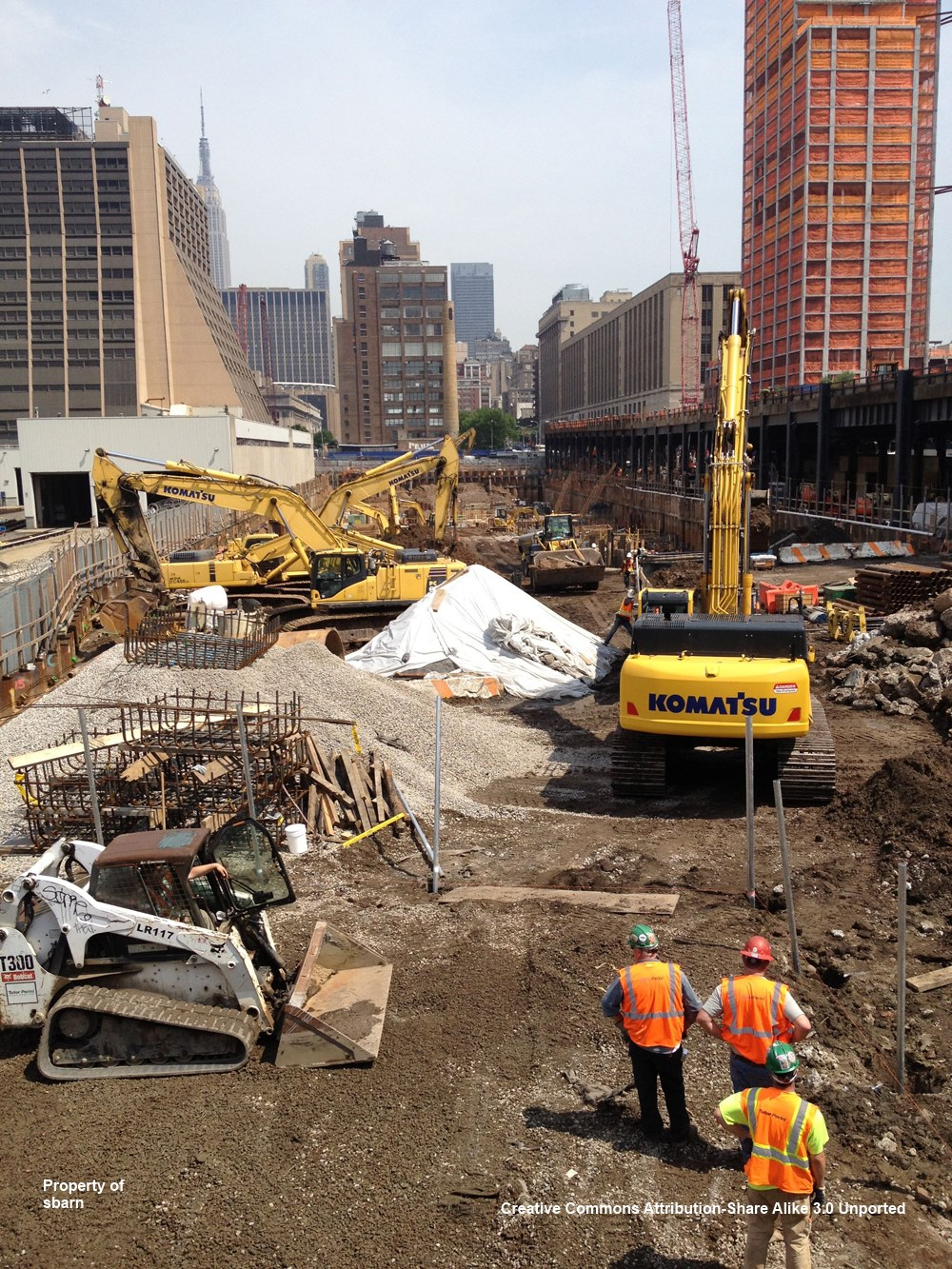
Budowa w maju 2013 roku
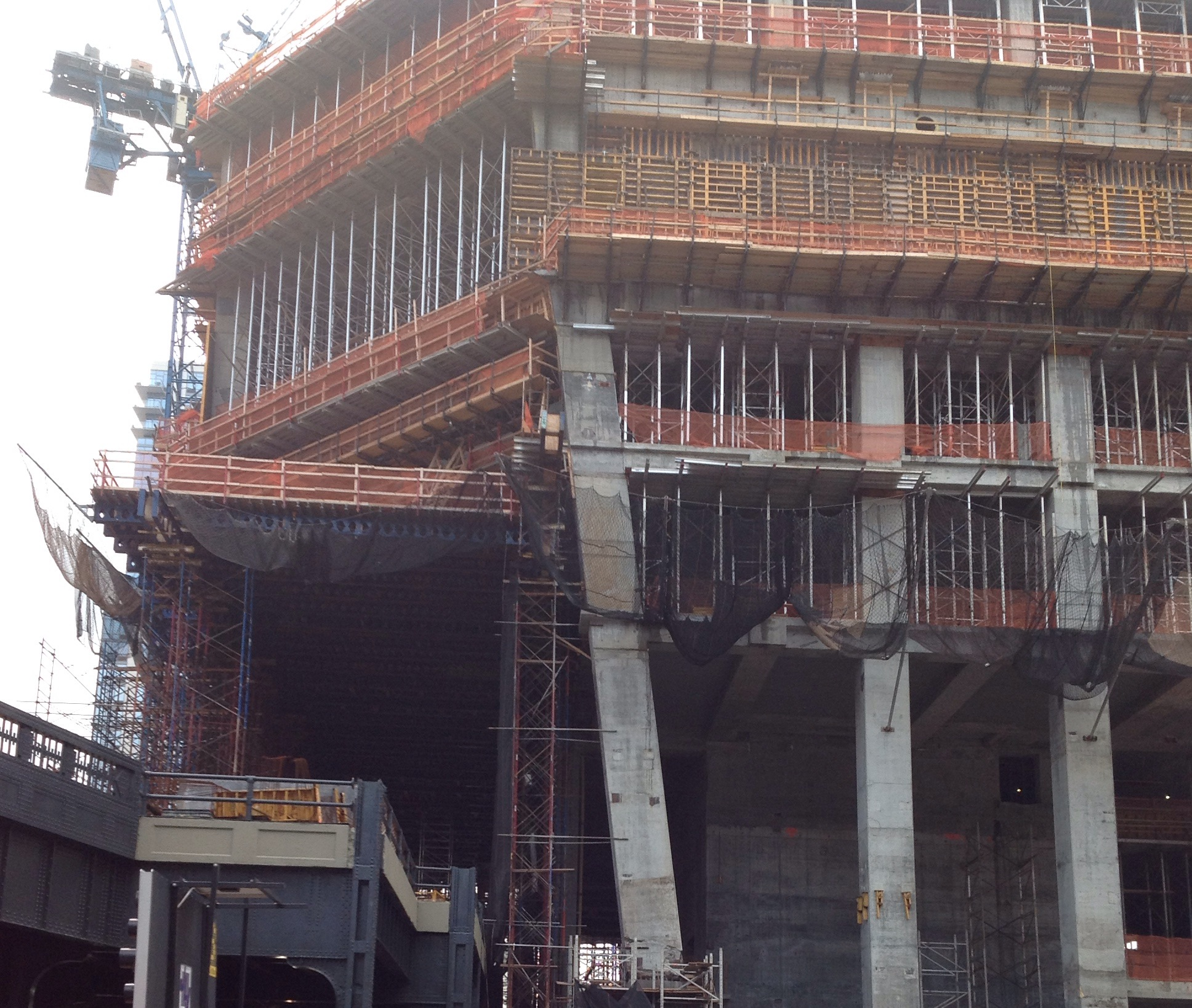
Plac budowy w czerwcu 2014 roku
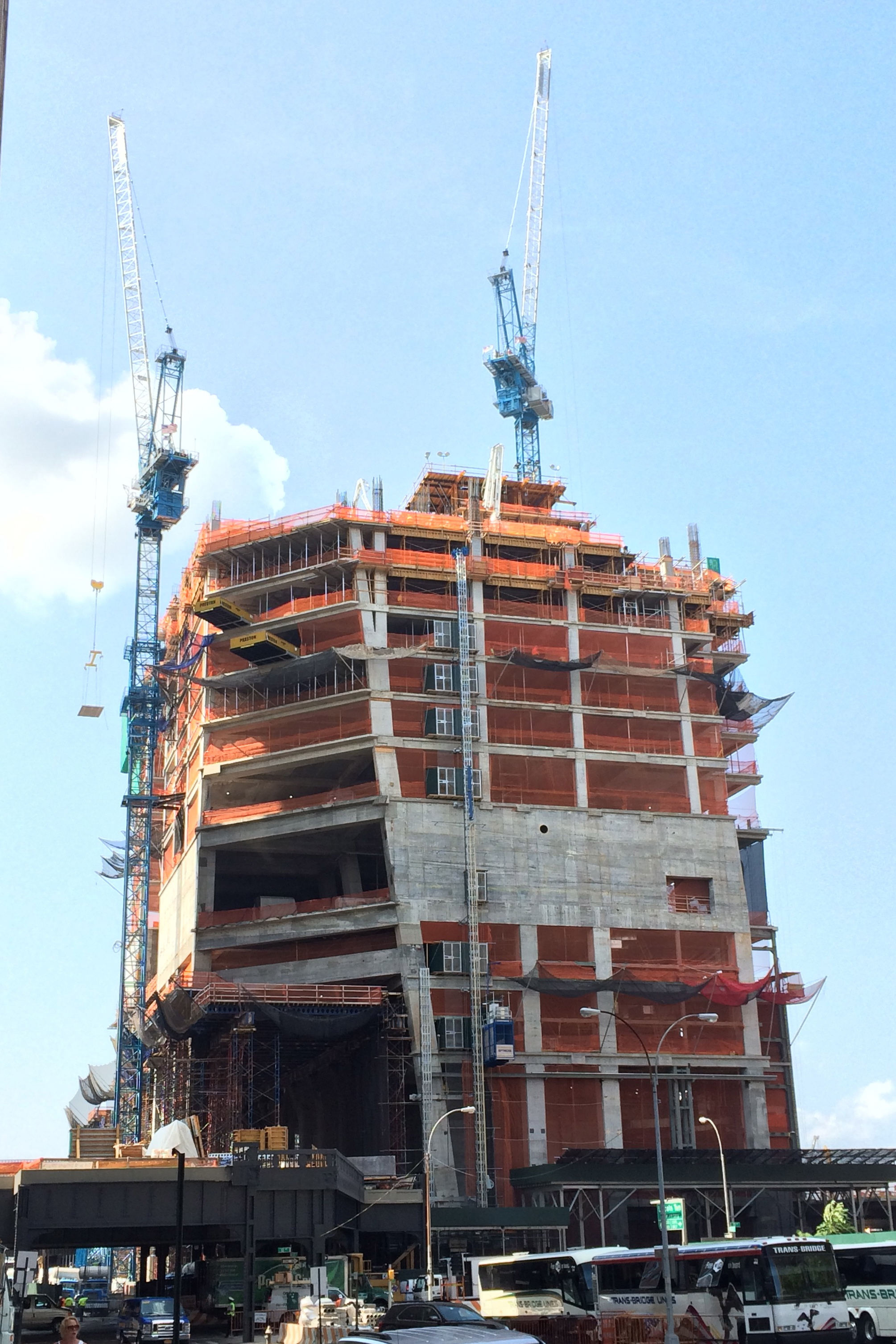
Obszar budowy we wrześniu 2014
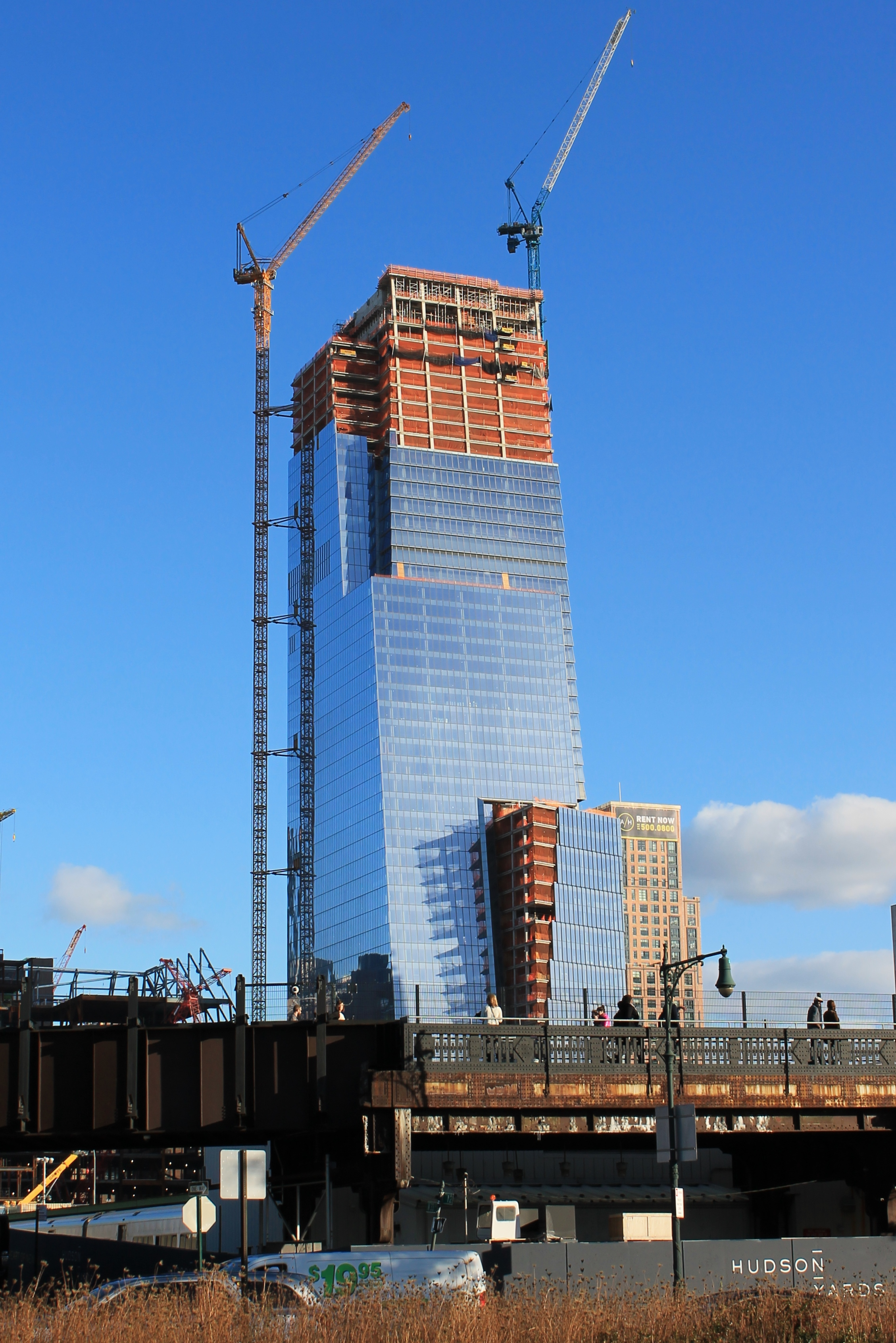
Plac budowy – październik 2015
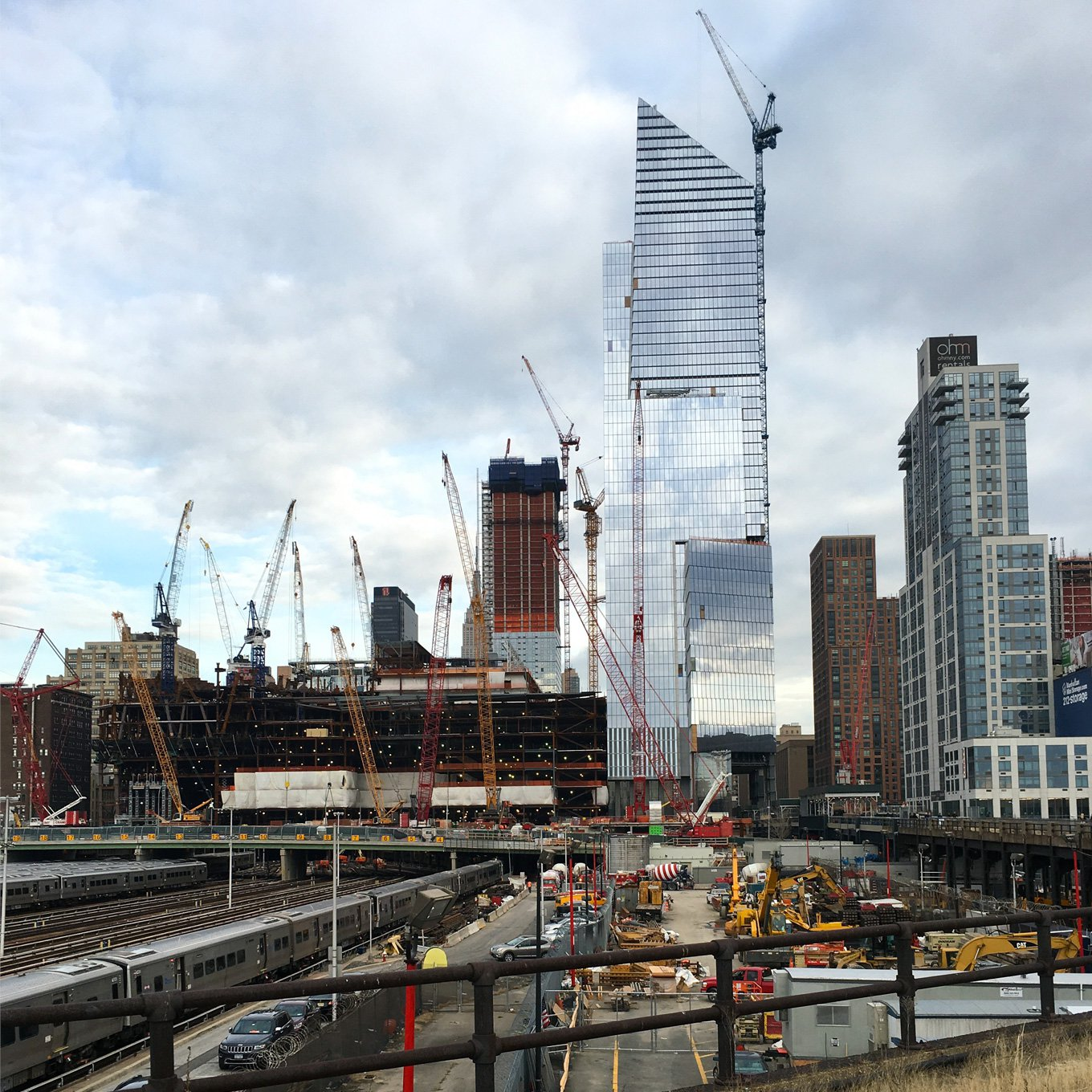
Końcowy czas budowy w kwietniu 2016
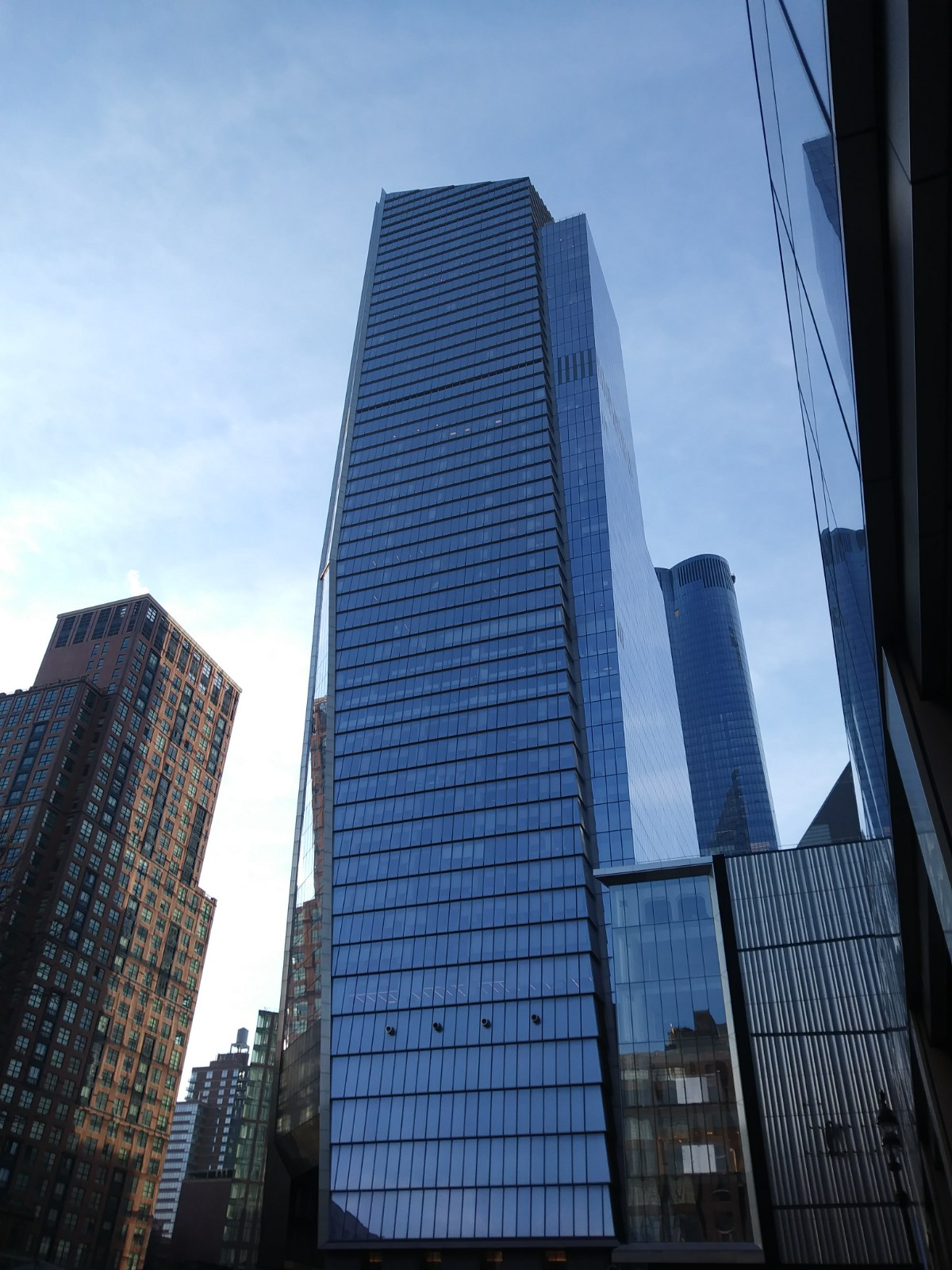
Ukończony wieżowiec w lutym 2019